# William George McCloskey

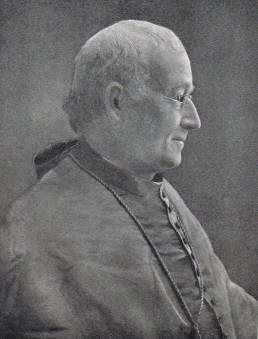
William George McCloskey

William George McCloskey (* 10. November 1823 in Brocklyn, New York, Vereinigte Staaten; † 17. September 1909 in Louisville, Kentucky, Vereinigte Staaten) war ein römisch-katholischer Geistlicher und von 1868 bis zu seinem Tod Bischof von Louisville.

## Leben
William George McCloskey wurde am 10. November 1823 in Brooklyn, New York, als jüngster von fünf Söhnen von George und Ellen McCloskey geboren.  Zwei seiner älteren Brüder, John und George McCloskey, wurden ebenfalls Priester. John wurde Präsident des Mount St. Mary’s College in Emmitsburg, Maryland. George wurde Pastor der Church of the Nativity in New York City.
William McCloskey trat 1835 in Mount St. Mary’s ein und schloss sein Studium 1840 ab. Im Mai 1850 wurde er dort von Erzbischof Samuel Eccleston zum Subdiakon geweiht.
Am 6. Oktober 1852 wurde McCloskey von Erzbischof John Hughes in der St. Patrick’s Cathedral in New York City zum Priester der Erzdiözese New York geweiht. Nach seiner Priesterweihe ernannte man ihn zum Hilfspfarrer an der Church of the Nativity in Manhattan, wo er gemeinsam mit seinem Bruder George diente. William McCloskey zelebrierte seine Primiz im Keller dieser Kirche.
Nach zehn Monaten in Nativity beantragte William McCloskey 1853 eine Versetzung zurück nach Mount St. Mary, da er in einem Kloster leben wollte. Die Erlaubnis wurde erteilt, und er wurde Dozent für Englisch und Latein am Seminar.  1857 folgte McCloskey Reverend William Henry Elder als Direktor des St. Mary’s Seminary, wo er Moraltheologie und Heilige Schrift lehrte. Während dieser Zeit verlieh ihm die Georgetown University einen Doktortitel in Theologie.
Am 1. Dezember 1859 ernannte Papst Pius IX. McCloskey zum ersten Rektor des Päpstliches Nordamerika-Kolleg, einem Seminar für amerikanische Priester, die in Rom studierten. Er war die einstimmige Wahl der Bischöfe der Vereinigten Staaten. McCloskey traf im März 1860 in Rom ein.  Während McCloskeys Amtszeit als Rektor tobte in seiner Heimat der Amerikanische Bürgerkrieg (1860 bis 1865). Er musste sich mit den starken Spannungen innerhalb der Studentenschaft auseinandersetzen, die zwischen den Anhängern der Konföderation und den Unterstützern der US-Regierung bestanden.

### Bischof von Louisville
Am 3. Mai 1868 ernannte Papst Pius IX. McCloskey zum Bischof von Louisville. Die Weihe erfolgte am 24. Mai 1868 in der Kirche Santa Maria del Umilta in Rom durch Kardinal Karl-August von Reisach. Mitkonsekratoren waren Xavier de Mérode, Titularerzbischof von Melitene und Salvatore Nobili Vitelleschi, Erzbischof von Osimo und Cingoli.
Gegen Ende des Sommers 1868 kam er als Bischof in Louisville an. Er gründete 64 Kirchen und hinterließ bei seinem Tod 165 Kirchen in seiner Diözese. In seiner Amtszeit ließen viele religiöse Orden in die Diözese ein: die Passionisten, die Benediktiner, die Resurrektionisten, die Kleinen Schwestern der Armen, die Franziskanerinnen und die Maristen-Schulbrüder.
1869 gab sein älterer Bruder George McCloskey sein Amt als Pfarrer der Church of the Nativity in Manhattan auf, eine Position, die er über zwanzig Jahre lang innegehabt hatte, um nach Louisville zu gehen und dort als Generalvikar für seinen Bruder zu dienen.  Im selben Jahr war Bischof McCloskey maßgeblich daran beteiligt, die Religious Order of the Sisters of Mercy im Oktober 1869 nach Louisville zu holen, wo sie die Leitung des US Marine Hospital übernahmen.
Das Wachstum der Pfarrschulen war vor allem seinem Eifer zu verdanken. 1869 gründete er das Diözesanseminar Preston Park Seminary.
McCloskey war beim Ersten Vatikanischen Konzil 1870 in Rom anwesend. Er nahm auch am Zweiten Plenarkonzil von Baltimore 1866 und am Dritten Plenarkonzil von Baltimore 1884 teil und setzte sich bei Ersterem nachdrücklich für die Sache des Päpstlichen Nordamerikakolleg ein.

## Tod
McCloskey starb am 17. September 1909 im Preston Park Seminary des Bellarmine College in Louisville.  Er wurde auf einem Friedhof in Nazareth, Kentucky, begraben.